# アルケラオス

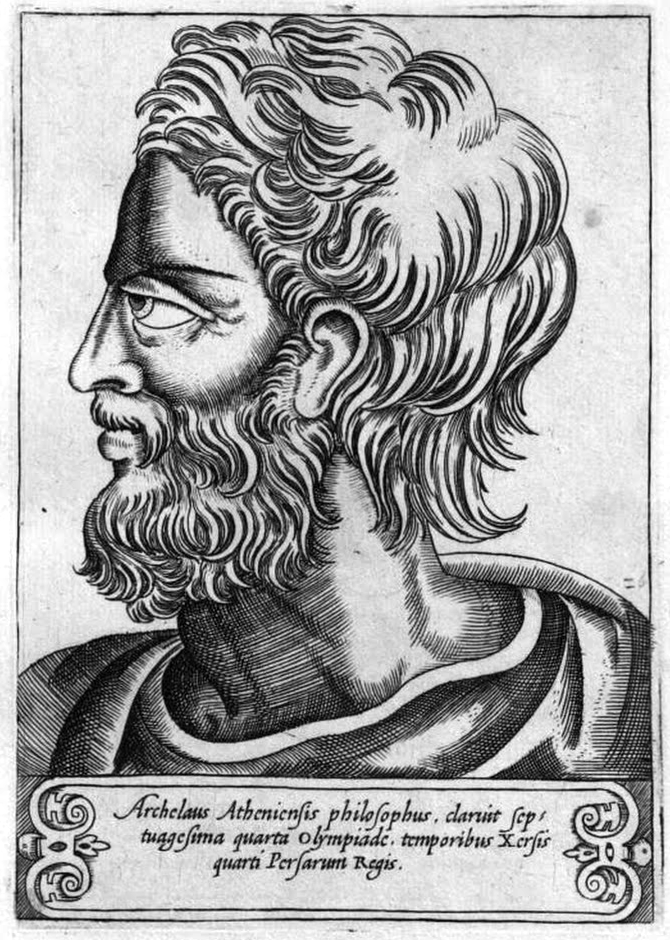
アルケラオス（16世紀の版画）

アルケラオス（古代ギリシア語: Αρχέλαος, ラテン文字転記：Archelaos）は、紀元前5世紀頃の古代ギリシアの哲学者である。

## 伝記と学説
アテナイまたはミレトスの人で、アナクサゴラスの弟子である。自然学のみならず倫理学にも着手していたらしい。法律や美・正義などソクラテスと共通するテーマを論じたため、ソクラテスの師とも言われる。
アルケラオスの学説は次のようなものである。
1. 生成の原因は熱と冷の2つである。
2. 水（可溶性の物質）が熱のために流動状態にされるとき、一方ではそれが火の作用によって中央に集まって固まり大地を創り出す。他方では周辺に流れ出し空気を生む。このように土は空気によって、空気はそれを取り巻く火によって保持されている。
3. 土が温められ乳に似た泥土として放出されることで、生物は土から生まれる。最初の人間もそのようにして生まれた。
4. 音は空気の振動によって生ずる。
5. 海が大地の凹みに造られたのは、海が大地の中に滲透したからである。
6. 太陽は星々の中で最大のものである。
7. 万有は無限である。
8. 正しいことや醜いことは自然本来にはなく、法律や習慣によって生じる。